# Лим, Дэвид
Дэвид Лим (англ. David Lim; род. 23 сентября 1983) — американский актёр и модель, наиболее известный по ролям Себастиана Чена в телесериале «Куантико» и Виктора Тана в сериале «Спецназ города ангелов».

## Ранние годы
Лим родился в Окленде, Калифорния в семье выходцев из Китая. В 2001 году он окончил De La Salle High School в Конкорде. В 2005 году Лим получил степень бакалавра наук в области электротехники в Калифорнийском университете Сан-Диего.

## Карьера
Лим начал свою карьеру в качестве модели. В 2009 году он подписал контракт с Ford Models и вскоре после этого переехал в Лос-Анджелес, чтобы заниматься модельным и актёрским бизнесом.
В 2016—2017 годах Лим играл роль новобранца ЦРУ Себастиана Чена во втором сезоне сериала «Куантико». В 2017 году Лим присоединился к актёрскому составу телесериала «Спецназ города ангелов», в котором он исполняет роль офицера спецназа Виктора Тана.

## Личная жизнь
Лим женат на модели Маркете Каздовой.

## Фильмография
| Год       |     | Русское название       | Оригинальное название               | Роль            |
| --------- | --- | ---------------------- | ----------------------------------- | --------------- |
| 2009      | кор | —                      | Turnover                            | Джек            |
| 2011      | кор | —                      | Float                               | Дэвид           |
| 2011      | кор | —                      | Anthology Love Without Words        | н/д             |
| 2011      | с   | Молодые и дерзкие      | The Young and the Restless          | оператор        |
| 2011      | кор | —                      | Taming the Wang                     | Лерой Вонг      |
| 2012      | кор | —                      | The Inheritance                     | Зак             |
| 2012      | с   | Касл                   | Castle                              | агент Тран      |
| 2012      | тф  | —                      | Soap in the City                    | Сато            |
| 2012      | с   | Голливудские холмы     | Hollywood Heights                   | Смит            |
| 2012      | с   | —                      | Treelore Theatre                    | Уэн             |
| 2013      | с   | 90210: Новое поколение | 90210                               | принц Гарри     |
| 2013      | с   | Месть                  | Revenge                             | второй пожарный |
| 2014      | с   | Агенты «Щ.И.Т.»        | Agents of S.H.I.E.L.D.              | официант        |
| 2014      | ф   | —                      | The Five Birds of Texas, California | Уолт            |
| 2015      | с   | —                      | Beautiful Fools                     | Джордж          |
| 2015      | кор | —                      | SigNHil                             | Дилан           |
| 2015      | с   | Супергёрл              | Supergirl                           | агент Цун       |
| 2016      | с   | Мыслить как преступник | Criminal Minds                      | Кевин Брунер    |
| 2016      | кор | —                      | The Perfect One                     | детектив Шоу    |
| 2016      | кор | —                      | The Printer                         | Джефф           |
| 2016      | кор | —                      | Demonic Ties                        | Майкл           |
| 2016—2017 | с   | Куантико               | Quantico                            | Себастиан Чен   |
| 2017      | ф   | 5-й пассажир           | 5th Passenger                       | Ли              |
| 2017—2025 | с   | Спецназ города ангелов | S.W.A.T.                            | Виктор Тан      |